# My Way (Rage)
My Way è un EP pubblicato dal gruppo tedesco Rage nel gennaio 2016. Il disco anticipa l'uscita dell'album The Devil Strikes Again, prevista per il maggio 2016.
Si tratta della prima pubblicazione con la nuova formazione, a seguito dell'uscita contemporanea di Viktor Smolski e André Hilgers.

## Tracce
1. My Way – 4:17 (testo: Peter Wagner – musica: Marcos Rodriguez, Peter Wagner)
2. Black In Mind (Version 2015) – 4:12 (testo: Peter Wagner – musica: Peter Wagner, Spiros Efthimiadis)
3. Sent By The Devil (Versione 2015) – 4:45 (Peter Wagner)
4. Apuesto A Ganar (Versione spagnola di "My Way") – 4:17 (testo: Marcos Rodriguez – musica: Marcos Rodriguez, Peter Wagner)

## Formazione
- Peter Wagner - voce, basso
- Marcos Rodriguez - chitarra
- Vassilios Maniatopoulos - batteria